# Carea loxoscia
Carea loxoscia är en fjärilsart som beskrevs av Louis Beethoven Prout 1932. Carea loxoscia ingår i släktet Carea och familjen trågspinnare. Inga underarter finns listade i Catalogue of Life.